# Nealcidion murinum
Nealcidion murinum är en skalbaggsart som beskrevs av Monné 1998. Nealcidion murinum ingår i släktet Nealcidion och familjen långhorningar. Inga underarter finns listade i Catalogue of Life.